# Сарсембаев, Султан Момынович
Султан Момынович Сарсембаев (каз. Сұлтан Момынұлы Сәрсембаев; 15 марта 1928, Баянаульский район, Павлодарская область, Казахская ССР, СССР — 7 сентября 2003, Алма-Ата, Казахстан) — советский и казахский государственный и политический деятель, заслуженный гидротехник Казахской ССР (1972). Министр мелиорации и водного хозяйства Казахской ССР (1971—1974).

## Биография
Родился 15 марта 1928 года в Баянаульском районе Павлодарской области.
В 1951 году окончил водно-мелиоративный факультет Алматинского сельскохозяйственного института.
Трудовую деятельность начал старшим инженером управления водного хозяйства Павлодарской области.
С 1959 по 1971 годы — ответственный специалист аппарата Главного управления водного хозяйства при Совете Министров Казахской ССР.
С 1971 по 1974 годы — министр мелиорации и водного хозяйства Казахской ССР.
С 1967 по 1979 годы — депутат Верховного Совета Казахской ССР VII — ІХ созывов.
Неоднократно выезжал во главе и в составе делегаций СССР и Казахской ССР в зарубежные страны (Болгария, Япония, Филиппины и др.).

### Награды и звания
- Награждён Почетными грамотами Верховного Совета Казахской ССР (дважды)
- Орден Октябрьской Революции
- Орден Трудового Красного Знамени (дважды)
- Заслуженный гидротехник Казахской ССР Указом Президиума Верховного Совета Казахской ССР от 1972 года за создание группового трубопровода «Есиль» протяженностью 1750 километров с подачей воды в 200 населенных пунктах Северо-Казахстанской, Костанайской и Кокшетауской областей.
- Медаль «За трудовое отличие» Указом Президиума Верховного Совета СССР от 1957 года.
- Награждён золотой, серебряной и бронзовой медалями Всесоюзной выставки народного хозяйства.
- Награждён государственными и юбилейными медалями СССР и др.